# Jean-Louis II de Nassau
Jean-Louis II de Nassau (en allemand Johann Ludwig II von Nassau), né le 21 mai 1596, décédé le 9 juin 1605.
Il fut comte de Nassau-Wiesbaden et comte de Nassau-Idstein de 1599 à 1605.

## Famille
Fils de Jean-Louis Ier de Nassau et de Marie de Nassau-Dillenbourg.
Jean-Louis II de Nassau mourut avant d'atteindre ses dix ans .
Jean-Louis II de Nassau appartint à la première branche de la Maison de Nassau, cette lignée de Nassau-Wiesbaden-Idstein appartint à la tige Valramienne, il fut le dernier comte de Nassau-Wiesbaden-Idstein avec lui s'éteignit la lignée de Nassau-Wiesbaden-Idstein.